# Privatización ferroviaria en Argentina

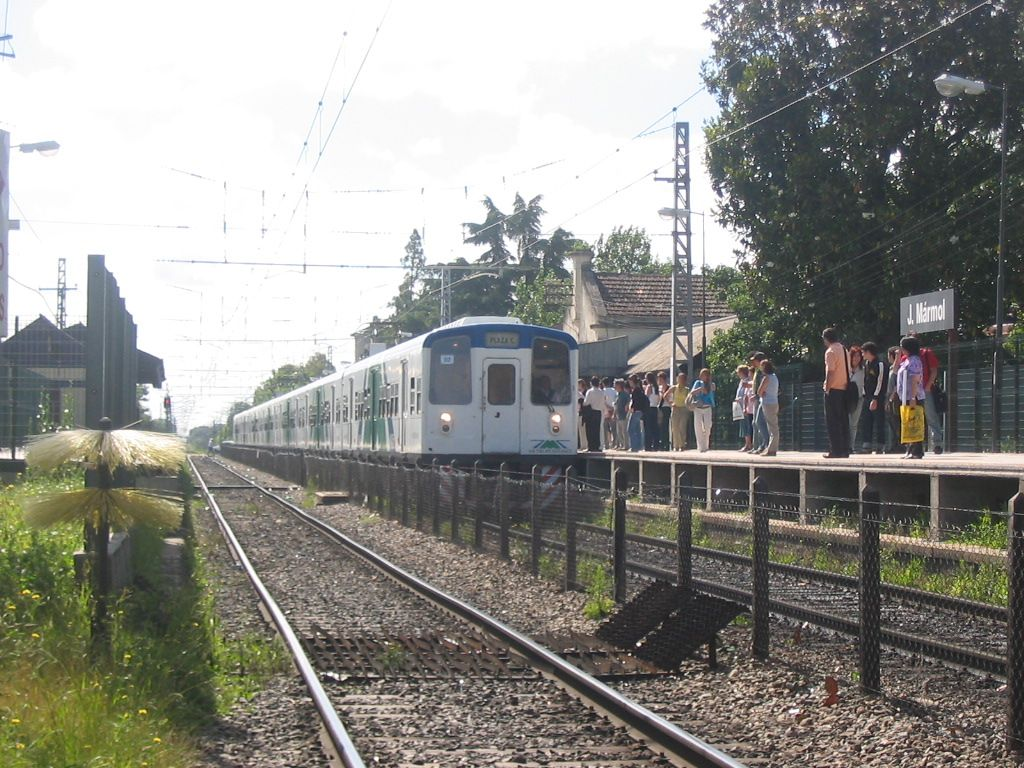
Una unidad de Metropolitano en la estación José Mármol del Ferrocarril Roca, año 2004.

La privatización ferroviaria en Argentina fue un proceso comenzado en 1990 durante la presidencia de Carlos Menem, tras la aprobación de la Ley de Reforma del Estado que autorizaba al ejecutivo a privatizar y disolver entes estatales.
Desde la nacionalización de los ferrocarriles en 1946 y 1947 durante la presidencia de Juan Domingo Perón, la red había sido operada por la empresa estatal Ferrocarriles Argentinos (FA), que abarcaba las seis divisiones relativamente independientes, los  ferrocarriles Sarmiento, Mitre, Urquiza, San Martín, Belgrano y Roca. 
Antes de la privatización, FA tenía una red nacional de alrededor de 35 000 kilómetros En la práctica, la red de vías férreas existentes presentaban un gran deterioro en su infraestructura, incluyendo locomotoras y vagones de carga y pasajeros. Este escenario, combinado con la baja densidad demográfica y la creciente necesidad de recursos financieros para subsidiar su funcionamiento, hicieron de la privatización de los ferrocarriles una salida con resultados mayoritariamente positivos a la crisis que presentaba el sector. Esto condujo a que la empresa estatal Ferrocarriles Argentinos prestara un servicio totalmente ineficiente e inclusive riesgoso por la obsolencia del material, lo que llevó a que la demanda se redujera significativamente en pasajeros y cargas.
Al mismo tiempo, el cierre de miles de kilómetros de vías ferroviarias dejó a miles de pueblos aislados, condenando a muchos de ellos a su casi completa desaparición.
El plan consistía en dividir la red en segmentos y otorgar concesiones a empresas privadas para su explotación mediante licitación. Los servicios de carga y de pasajeros se separaron y, ya que la mayoría de los servicios interurbanos de pasajeros presentaban necesidades de inversión y mantenimiento no sustentables para el Estado y no rentables para el sector privado, el Gobierno ofreció estas a las provincias. Los servicios de pasajeros de la ciudad de Buenos Aires, incluyendo las cinco líneas del subterráneo, eran potencialmente más viables y fueron tratados por separado.

## Servicios de carga

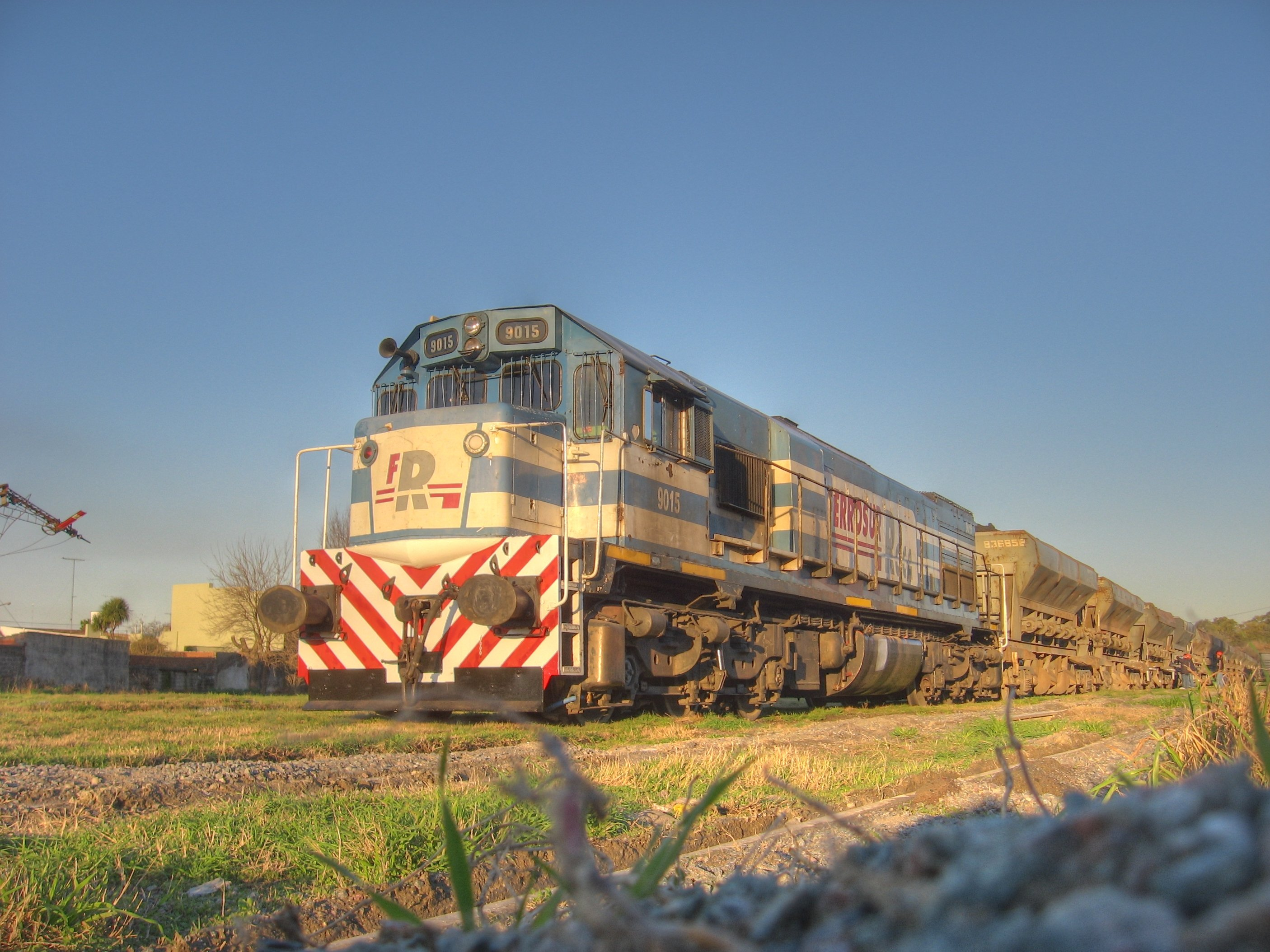
Locomotora de Ferrosur Roca.

La privatización comenzó con el otorgamiento de concesiones a largo plazo (30 años con una prórroga de un año opcional de 10) a seis empresas para la operación del transporte de mercancías. Estas empresas fueron responsables de todas las operaciones y mantenimiento e inversión previstos en su oferta. Los activos fijos mantuvieron la propiedad del Estado y los operadores tenían que pagar por su uso y alquiler del material rodante. Las tarifas de flete se desregularon. Inicialmente no se recibieron ofertas para la línea Belgrano, y en octubre de 1993 el Gobierno creó una nueva empresa estatal para continuar su funcionamiento y para llevar a cabo mejoras probables que la convirtiesen en una propuesta comercial más atractiva para un comprador privado. La privatización llegó seis años más tarde, en 1999. 
A finales de 1989 se registraban un total de 34 000 km de vías, mientras que en la actualidad tenemos 18 000 km de vías operativas.  Todo material ferroviario que quedó en desuso fue vendido durante el gobierno de Fernando de la Rúa, el entonces ministro de Economía José Luis Machinea, por 300 millones de dólares, veinte veces menos que su valor estipulado.[cita requerida]
| Operador                      | Línea                  | Trocha             | Longitud (en km) | Adquisición             |
| ----------------------------- | ---------------------- | ------------------ | ---------------- | ----------------------- |
| FerroExpreso Pampeano (FEPSA) | Roca, Sarmiento, Mitre | ancha (1676 mm)    | 5094             | 1 de noviembre de 1991  |
| Nuevo Central Argentino (NCA) | Mitre                  | ancha (1676 mm)    | 4900             | 23 de diciembre de 1992 |
| Ferrosur Roca                 | Roca                   | ancha (1676 mm)    | 3145             | 11 de marzo de 1993     |
| Buenos Aires al Pacífico      | San Martín             | ancha (1676 mm)    | 5690             | 26 de agosto de 1993    |
| Mesopotámico General Urquiza  | Urquiza                | estándar (1435 mm) | 2704             | 22 de octubre de 1993   |
| Belgrano Cargas               | Belgrano               | metro (1000 mm)    | 9860             | 16 de noviembre de 1999 |

## Servicios de pasajeros en Buenos Aires

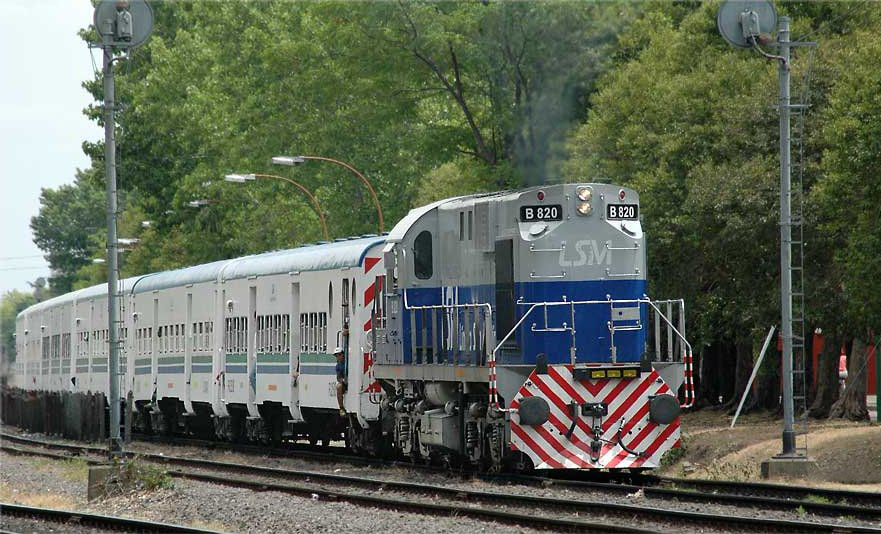
Unidad del Ferrocarril San Martín en 2005. La locomotora lleva el esquema de colores de la UGOFE.

En marzo de 1991, el Gobierno separó los servicios de ferrocarril urbano de pasajeros y de funcionamiento del metro en la ciudad de Buenos Aires del resto de la red ferroviaria, y para ello creó Ferrocarriles Metropolitanos Sociedad Anónima (FEMESA). Mientras que los concesionarios de carga esperaban obtener un beneficio- Cuatro empresas se hicieron con las siete líneas originalmente operado por las seis divisiones de FA, junto con el subterráneo.[cita requerida]Las concesiones fueron de 10 años de duración, con una extensión opcional de 10 años, a excepción del subterráneo y de la Línea Urquiza, que fuera por un período inicial de 20 años.
A pesar de que estas empresas que reciben grandes subsidios por parte del Gobierno, el pésimo servicio prestado por Metropolitano logró llegar a tal punto que se le revocó la concesión para la explotación de la Línea San Martín en 2004 y las concesiones para la explotación de las otras dos líneas de la empresa en 2007. Las tres líneas son actualmente operadas por el consorcio UGOFE, que se unió en 2004.
| Operador      | Línea                 | Trocha   | Longitud (en km) | Adquisición        | Fin de la concesión |
| ------------- | --------------------- | -------- | ---------------- | ------------------ | ------------------- |
| Metrovías     | Urquiza               | estándar | 26               | 1 de enero de 1994 |                     |
| Metrovías     | Subte de Buenos Aires | estándar | 44               | 1 de enero de 1994 |                     |
| Ferrovías     | Belgrano Norte        | metro    | 52               | 1 de abril de 1994 |                     |
| Metropolitano | San Martín            | ancha    | 55               | 1 de abril de 1994 | 1 de julio de 2004  |
| Metropolitano | Belgrano Sur          | metro    | 58               | 1 de mayo de 1994  | 22 de mayo de 2007  |
| Metropolitano | Roca                  | ancha    | 252              | 1 de enero de 1995 | 22 de mayo de 2007  |
| TBA           | Mitre                 | ancha    | 182              | 27 de mayo de 1995 | 24 de mayo de 2012  |
| TBA           | Sarmiento             | ancha    | 167              | 27 de mayo de 1995 | 24 de mayo de 2012  |

## Otros servicios de pasajeros

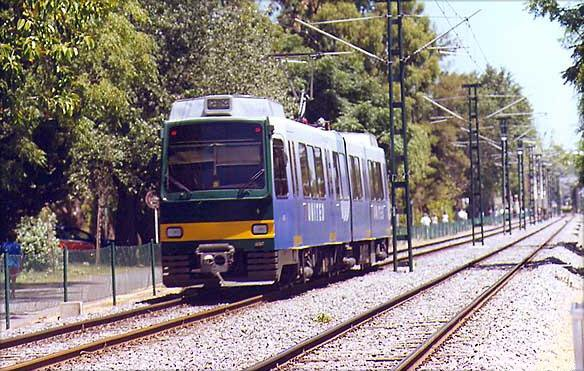
Formación del Tren de la Costa, 1999.

El 20 de mayo de 1992, el Gobierno anunció que todos los servicios de pasajeros interurbanos, con excepción del ramal Constitución - Mar del Plata, se darían por finalizados el 10 de marzo de 1993, a menos que las autoridades provinciales acordasen asumir la responsabilidad por ellos o seleccionar un concesionario privado para operar en su nombre.
| Operador                                   | Línea                     | Trocha   | Longitud (en km.) | Adquisición         |
| ------------------------------------------ | ------------------------- | -------- | ----------------- | ------------------- |
| Servicios Ferroviarios del Chaco (SEFECHA) | Belgrano                  | metro    | s/d               | 1999                |
| Tren a las Nubes                           | Belgrano                  | metro    | 217               | 2008                |
| Ferrobaires (UEPFP)                        | San Martín/Sarmiento/Roca | ancha    | s/d               | 2001                |
| Ferrocentral                               | Mitre                     | ancha    | 5.700             | 2005                |
| Ferrocarriles Mediterráneos                | Mitre                     | ancha    | s/d               | 1999                |
| Servicios Ferroviarios Patagónicos         | Roca                      | ancha    | 826               | 1993                |
| Trenes Especiales Argentinos (TEA)         | Urquiza                   | estándar | 1005              | 2003                |
| Tren de la Costa                           | Mitre                     | estándar | 15.5              | 21 de abril de 1995 |
| Austral Fueguino                           | -                         | 0.5m     | 8                 | 1994                |
| Viejo Expreso Patagónico                   | Roca                      | 0.75m    | s/d               | 1994                |
| Ferrocarril Córdoba Central                | Belgrano                  | metro    | s/d               | 14 de enero de 1995 |
| Trenes y Turismo                           | Belgrano                  | metro    | s/d               | s/d                 |
| Tucumán Ferrocarriles (TUFESA)             | Mitre                     | ancha    | s/d               | 1997                |

## Estadísticas del transporte ferroviario desde 1993
Desde 1993, último año de gestión estatal completa del sistema ferroviario y comienzo de la gestión privada, hasta 1999 momento de comienzo de la crisis y de la devaluación de la moneda argentina, en enero de 2002, los precios del transporte ferroviario se habían incrementado casi 200 por ciento desde la privatización y las transferencias por subsidios a las empresas ferroviarias privadas rondaban los 400 millones de dólares anuales.

Pasajeros pagos transportados por la red ferroviaria del Área Metropolitana de Buenos Aires
Se observa como desde 1993, último año de gestión pública total de la red ferroviaria metropolitana, y hasta el año 1999 el aumento de pasajeros pagos transportados aumentó un 127%, con controles más estrictos en el control de pago de pasajes.  Luego de la crisis económica del 2001 y la laxitud posterior en el cobro y control de pago de pasajes todavía no se logra recuperar el volumen de pasajeros pagos lograda en el año 1999.
| Año | Total Pasajeros Pagos                              | % Var. |
| --- | -------------------------------------------------- | ------ |
| 1993 | 212.082.975                                        |        |
| 1994 | 246.143.027                                        | 16,1%  |
| 1995 | 349.618.127                                        | 42,0%  |
| 1996 | 416.917.841                                        | 19,2%  |
| 1997 | 459.263.712                                        | 10,2%  |
| 1998 | 479.939.858                                        | 4,5%   |
| 1999 | 481.037.601                                        | 0,2%   |
| 2000 | 477.585.480                                        | -0,7%  |
| 2001 | 431.941.202                                        | -9,6%  |
| 2002 | 358.241.045                                        | -17,1% |
| 2003 | 379.208.459                                        | 5,9%   |
| 2004 | 397.894.919                                        | 4,9%   |
| 2005 | 414.603.359                                        | 4,2%   |
| 2006 | 434.624.523                                        | 4,8%   |
| 2007 | 421.934.993                                        | -2,9%  |
| 2008 | 448.767.910                                        | 6,4%   |
| 2009 | 431.574.057                                        | -3,8%  |
| 2010 | 419.932.220                                        | -2,7%  |
| 2011 | 344.314.729                                        | -18,0% |
| 2012 | 282.889.307                                        | -17,8% |
| 2013 | 236.491.221                                        | -16,4% |
| 2014 | 266.354.355                                        | 12,6%  |
| FIN DE LAS PRIVATIZACIONES                                                                                    | Sin Variaciones                                    | 0,0 %  |
| Reestatización e inicio de la gestión de Trenes Argentinos, como administradora de los ferrocarriles estatal. | las cifras tras el fin de las privatizaciones son: | 0,0 %  |
| 2015 | 330.347.361                                        | 24,0%  |
| 2016 | 358.694.192                                        | 8,6%   |
| 2017 | 388.220.321                                        | 8,2%   |
| 2018 | 424.183.532                                        | 9,3%   |
| 2019 | 436.265.519                                        | 2,8%   |
| 2020 | 141.478.296                                        | -67,6% |
| 2021 | 208.990.093                                        | 47,7%  |
| 2022 | 333.799.203                                        | 59,7%  |
| 2023 | 276.593.233 (hasta octubre)                        | -17,1% |

## Documentales
- "Catastroika" (2012) de los creadores de Debtocracy, es proyecto de financiación colectiva con Licencias Creative Commons que analiza la privatización de los activos del estado en diferentes procesos históricos: República Democrática Alemana, ex-Unión Soviética, Gran Bretaña, Francia, Grecia, etc.